# Джевдет Чакъров
Джевдет Ибрям Чакъров е български лекар, политик и съпредседател на Движение за права и свободи (ДПС), депутат в XXXIX, XL и XLI, XLII, XLIII, XLIV, XLV, XLVI, XLVII, XLVIII, XLIX и L народно събрание и министър на околната среда и водите в правителството на Сергей Станишев.

## Биография

### Ранен живот и образование
Джевдет Чакъров е роден на 8 август 1960 г. в град Асеновград, област Пловдив, България. През 1986 г. завършва медицина в Пловдивския Медицински университет и до 1988 г. работи като хирург[източник? (Поискан преди 81 дни)] в болницата в гр. Лъки. След напускане работа там завършва обща хирургия и до 2001 г. е главен асистент в тази област в Медицинския университет. През 2001 г. получава степен по здравен мениджмънт. Владее свободно английски и руски език.

### Професионална кариера
Автор е на научни изследвания и публикации в сферата на хирургията, микробиологията, социалната медицина и здравния мениджмънт.
Д-р Чакъров продължава да извършва операции в Университетската болница „Свети Георги“ към Медицинския университет в Пловдив. Работил e в Университетската болница „Свети Георги“ в Пловдив като главен асистент, преди да влезе в политиката. Има 20 г. стаж като хирург, оперира бял дроб, дебело черво, жлъчка и панкреас.

### Политическа кариера
През 1996 г. е предложен за член на Централното оперативно бюро на ДПС, през 2001 г. за член, а през 2005 г. за вицепрезидент и член на Бюрото на Либералния интернационал. Между 17 август 2005 и 27 юли 2009 г. изпълнява длъжността министър на околната среда и водите в кабинета на Сергей Станишев.
След този пост е член на Комисията по околната среда и водите и в същото врем заместник-председател на Комисията по европейските въпроси и контрол на европейските фондове.

#### Партийна дейност
Джевдет Чакъров става член на ДПС още при създаването на партията. През 1996 година Чакъров е избран за член на Централното оперативно бюро – колективния ръководен орган на ДПС, какъвто е след неколкократно преизбиране. През юни 2001 г. е избран за народен представител от Движение за права и свободи от 8-и многомандатен избирателен район Добрич в XXXIX народно събрание и оттогава е избиран за депутат в четири последователни народни събрания.
На 24 февруари 2024 г. Джевдет Чакъров и Делян Пеевски са избрани за съпредседатели на ДПС от XI национална конференция на партията, като промените са вписани в устава на партията, тъй като дотогава позиция „съпредседател“ не съществува. През август Пеевски е отстранен от поста, Чакъров остава. След разцеплението на ДПС и изборите за LI народно събрание Чакъров е председател на парламентарната група на Алианс за права и свободи (АПС).
На 27 май 2025 г. Пеевски и Чакъров обявяват „обединение в името на хората и целостта на партията“, като Чакъров подава оставка като председател на партия ДПС, напуска и поста си на председател на парламентарната група на АПС и членството си в нея и остава депутат, нечленуващ в парламентарна група. Според публикации в пресата актът на Чакъров вероятно има връзка с натиск върху сина му, срещу когото според Търговския регистър по-рано през месец май са внесени искания за запор на дялове във фирми на Чакъров. 

#### В парламента
Още през първия си мандат като депутат в XXXIX народно събрание Джевдет Чакъров е номиниран от ДПС и е избран за председател на парламентарната комисия по околна среда и води (2001 – 2005). През тези години България води преговори за членство в Европейския съюз. По това време се подготвя и се приема екологично законодателство, което да отговаря на европейските изисквания и транспонира европейските екологични директиви. Като председател на парламентарната комисия по екология д-р Чакъров активно участва в този процес на синхронизация на българското с европейското екологично законодателство и има принос за приемането на редица закони. Той е съвносител на Закона за биологично разнообразие, приет през 2002 година, на законопроект за изменение и допълнение (ЗИД) на Закона за тютюна и тютюневите изделия, на два ЗИД на Закона за водите, на ЗИД на Закона за сдруженията за напояване Един от важните закони, които предизвикват особено силен обществен интерес е Законът за генетично модифициран организъм (ГМО). Джевдет Чакъров отстоява позицията за по-рестриктивни разпоредби както за отглеждането, така и за научните опити с генетично модифицирани култури с цел да се опазят чисти традиционни български земеделски култури. Под негово ръководство парламентарната комисия по околна среда и води постига консенсус между депутатите от всички парламентарни групи – и от управлението и от опозицията за тези текстове, и парламентът приема един рестриктивен по отношение на ГМО закон.

#### Министър
От 16 август 2005 г. до 29 юли 2009 година е министър на околната среда и водите в коалиционното правителство на Сергей Станишев.
По време на мандата на Чакъров Министерството на околната среда и водите подготвя Оперативната програма „Околна среда“, която е одобрена от Европейската комисия през ноември 2007 година, след като на 1 януари същата година България става пълноправен член на ЕС. Тя стартира успешно още през март 2008 година.
По време на мандата на Чакъров МОСВ подготвя и предложенията за екологични зони, които да се включат в Европейската екологична мрежа „НАТУРА 2000“.
Като министър Чакъров поставя на вниманието на правителството и на лидерите на партиите от управляващата коалиция въпроса за неоправдано ниското концесионно възнаграждение, определено в договора за концесия на едно от най-богатите находища на злато в България – в Челопеч. Чакъров изразява позицията, че държавата е ощетена и не е защитен българският национален интерес. Като министър на екологията той не одобрява доклада за оценка за въздействие върху околната среда, с който концесионерът – канадската компания „Дънди прешъс металс“ иска разширение на добива и производството. Компетентното относно концесионния договор Министерство на икономиката и енергетиката, включваща депутати от трите партии от управляващата коалиция, почва преговори с концесионера за увеличение на концесионното
възнаграждение и в резултат през март 2008 година е постигнато споразумение за увеличение на концесионното възнаграждение близо 10 пъти.
През 2006 Чакъров отказва да подпише заповеди на голяма част от фирмите, че са изпълнили целите си за разделно събиране и оползотворяване на отпадъци от опаковки в резултат на което фирмите-членове на тези организации трябва да платят на държавата пълнен размер на дължимата от тях продуктова такса. Над 800 компании, членове на съответните оползотворяващи организации подават жалби срещу заповедта на министъра. Чакъров инициира преговори с всички организации за оползотворяване на отпадъци от опаковки и в резултат през май 2006 година се стига до изработване на меморандум за постигане на националните цели за оползотворяване и рециклиране на отпадъци от опаковки за тригодишен период до края на 2008 година. Меморандумът е подписан от министъра на околната среда и водите Джевдет Чакъров и от представители на ръководствата на петте организации по оползотворяване на отпадъци от опаковки.

#### В опозиция
След парламентарните избори през 2009 година Чакъров е избран за депутат от ДПС в XLI народно събрание от 2-ри многомандатен избирателен район, Бургас. Става заместник-председател на парламентарната комисия по европейските въпроси и контрол на европейските фондовете и член на парламентарната комисия по околна среда и води.
През 2011 година като депутат от парламентарната комисия по околна среда и води Чакъров е един от първите, които повдигат темата за рисковете от либерализиране на Закона за ГМО, какъвто проектозакон е внесен в парламента след одобрението му от правителството на ГЕРБ по предложение на МОСВ. Между първо и второ четене на Закона за изменение и допълнение на Закона за ГМО Чакъров внася предложения с цел запазване на рестриктивния режим на действащия Закон за ГМО, приет през 2005 година. В крайна сметка правителството отстъпва пред силния обществен натиск и текстовете за либерализиране на режима за ГМО отпадат.
Чакъров е и един от основните критици на Националната стратегия за водния сектор, подготвена от МОСВ, одобрена от правителството на ГЕРБ и приета от мнозинството в XLI народно събрание в края на 2012 година. Чакъров се противопоставя на текстове, предвиждащи калкулирането на инвестиционните разходи в цената на водната услуга, което ще доведе до много сериозно нейно увеличение. Той настоява да се запазят механизмите за социална поносимост на цената на водната услуга.

#### Отново депутат
След предсрочните парламентарни избори през май 2013 година Джевдет Чакъров отново е избран за депутат в XLII народно събрание от 17-и многомандатен избирателен район Пловдив окръг. Ръководител е на парламентарната делегация в Парламентарната асамблея на Организацията за сигурност и сътрудничество в Европа (ОССЕ), заместник-председател е на парламентарната комисия по околна среда и води и член на парламентарната комисия по европейски въпроси и контрол на европейските фондове.
Той е съвносител на ЗИД на Закона за водите, чиято цел е да се реши проблемът с ДДС, което трябва да плащат общините при изпълнението на проекти за изграждане на водна инфраструктура.

### Международна дейност
Като млад политик Чакъров минава през школата на политически обучения по линия на Либералния интернационал.
През 1998 година той е на обучение в Хамбург, Германия, организирано от фондация „Фридрих Науман“.
През 1999 година е на политическо обучение в Лондон, част от което включва едномесечно участие в предизборната кампания за изборите за европейски парламент на либералната партия във Великобритания. Тогава Чакъров обикаля с настоящия лидер на Европейската либерална партия (АЛДЕ) Греъм Уотсън и неговия екип избирателния район, от който сър Уотсън е избран за член на Европейския парламент.
През 2001 година Чакъров представя изащитава кандидатурата на ДПС за пълноправно членство в Европейската либерална партия на нейни официални форуми в Любляна и Брюксел.
През 2002 година той представя и защитава кандидатурата на ДПС за наблюдател в Либералния интернационал (ЛИ) по време на Изпълнителен комитет на организацията в Гибралтар.
През 2003 година Чакъров представя и защитава кандидатурата на ДПС за пълноправен член в ЛИ по време на конгреса на организацията в Дакар, Сенегал, на който ДПС получава пълноправно членство.
През месец май 2005 г. Джевдет Чакъров е избран за Вицепрезидент и член на Бюрото на Либералния интернационал.
През ноември 2010 година той е избран от ръководството на ЛИ да изрази подкрепа за кандидат за президент либерала А. Куатара (Alassane Dramane Quattare) в Кот д'Ивоар (Бряг на слоновата кост) на предстоящия втори тур на президентските избори в африканската държава.
През март 2011 година е гост в Скопие на Четвъртия конгрес на Либерално-демократическата партия (ЛДП) на Македония с лидер Йован Манасиевски, за да изрази подкрепата на ЛИ за партията на предстоящите тогава в Македония предсрочни парламентарни избори. През ноември 2011 година той води мисия в Централна Азия с цел разширяване на политическото присъствие на либералите в този регион.
През октомври 2013 година Чакъров е на посещение в Киев, Украйна, където има срещи с ръководствата и активисти на двете либерални партии – Украйна на бъдещето и Европейско бъдеще за Украйна.
През декември 2013 година Чакъров е изпратен да представлява Либералния интернационал на първия конгрес на новоучредената в Молдова Либерално-реформистка партия, която има сред своите членове много действащи парламентаристи, които подкрепят проевропейския дневен ред за Молдова. Чакъров е поканен да говори първи след президента на партията.

## Семейство
Джевдет Чакъров е семеен, с 2 деца.